# آشور شادوني
آشور شادوني كان ملكا لآشور خلفا لأبيه نور إيلي، ولكن أطاح به عمه آشور رابي الأول في انقلاب بعد شهر واحد فقط من حكمه.
| سبقه نور إيلي | ملك آشور شهر واحد في عام 1454 ق م | تبعه آشور رابي الأول |